# 이익 성호문집 목판
이익 성호문집 목판(李瀷 星湖文集 木板)은 대한민국 경상남도 밀양시 부북면 전사포리에 있는, 조선 후기 우리나라 문화와 사상사에 하나의 신기원을 이룩한 실학자인 성호 이익(李瀷,1681∼1763)의 방대한 문집을 목판에 새겨 발행한 것이다.
1979년 12월 29일 경상남도의 유형문화재 제177호 성호선생문집책판으로 지정되었다가, 2018년 12월 20일 현재의 명칭으로 변경되었다.

## 개요
『성호선생문집』책판은 조선 후기 우리나라 문화와 사상사에 하나의 신기원을 이룩한 실학자인 성호 이익(李瀷,1681∼1763)의 방대한 문집을 목판에 새겨 발행한 것으로, 총 27책 800여 장으로 여주 이씨 퇴로 문중의 천연정에서 1917년 간행되었다.
이익은 둘째형 이잠이 장희빈을 두둔하는 상소를 올렸다가 47살의 나이로 옥에서 죽자, 과거에 나아갈 뜻을 버리고 평생을 조상들의 묘가 있는 안산의 첨성리에서 살았다. 그의 학문은 철저하게 유교적인 기반 위에서 이루어진 것이었으나, 당시의 세계관과 역사의식이 확대되면서 자기나라에 대한 새로운 인식과 실증적인 태도를 갖추었다. 양반도 생산적인 일에 직접 종사해야 하고, 노비의 신분을 점차적으로 해방시켜야 한다는 등 당시 조선사회에서는 혁신적인 주장을 많이 편 인물이다. 저서로는 『성호사설』, 『곽우록』, 『성호선생문집』 등이 있다.
이 문집은 영조 50년(1774)에 그 조카인 이병휴에 의해 이루어졌고, 그 뒤 순조 27년(1827)에 황덕길과 이익의 증손자인 이재남과 함께 다시 정리했으나 완성을 못하고 고종 27년(1890)에 이남규가 27책본으로 간행하였다.
이 27책본 『성호선생문집』은 1916년에 밀양의 노상직, 안화진, 손태헌 등이 문집을 간행하기로 결의하고 그 이듬해 1917년에 일을 마쳤다. 이 문집간행 출연록에 따르면 41개 문중 70여 명이 참여, 소요된 경비를 충당하였다. 160여 년이나 출간되지 못하고 상자 속에 들어 있던 이익의 문집이 밀양인사들에 의해 간행될 수 있었던 것은 성제 허전이 김해부사로 부임하여 늘 이익의 문적이 간행되지 못한 것을 한탄하고 그 간행을 제자들에게 부탁했기 때문이다.
성제의 문하생이었던 여주이씨 퇴로문중의 삼형제 대소가의 병자 항렬 여섯종반 (성헌공 이병희, 화하공 이병수, 도하공 이병규, 율봉공 이병원, 퇴수재공 이병곤, 남애공 이병표) 이 전력을 다해서 성호선생 문집 목판 제작의 일을 밀양 퇴로리에서 추진하여 1917년 4월에 완성하였다. 성호집의 간행을 위해 전국 유림으로부터 모금한 금액의 17.7%는 퇴로 이씨 문중에서 부담하였다.

## 같이 보기
- 이익
- 이익선생묘

## 참고 문헌
- 이익 성호문집 목판 - 국가유산청 국가유산포털